# Pablo de las Mercedes Cárdenas
Pablo de las Mercedes Cárdenas (Rosario de la Frontera, Provincia de Salta, Argentina; 15 de enero de 1949) es un exfutbolista argentino. Jugaba como marcador central y su primer equipo fue Juventud Antoniana de Salta. Su último club antes de retirarse fue Unión de Santa Fe. Es padre del futbolista Juan Pablo Cárdenas.

## Trayectoria
Debutó en Juventud Antoniana de Salta y permaneció durante nueve años en el club siendo pieza fundamental en los torneos regionales y en los torneos nacionales. En 1976 es llevado a Racing donde permanece hasta 1979. Allí llega a Unión de Santa Fe, en donde jugó entre 1979 y 1988. En su primera temporada en el equipo santafesino logró el subcampeonato en el Nacional 1979 al empatar los dos partidos (1 - 1) en Santa Fe y (0 - 0) en cancha de River y quedando River Plate con el Campeonato al hacer valer el gol de visitante en la final. En Unión logró el récord de ser el jugador con más partidos disputados en el club, con 362 encuentros.

## Clubes
| Club                        | País      | Año       |
| --------------------------- | --------- | --------- |
| Juventud Antoniana de Salta | Argentina | 1967-1975 |
| Racing                      | Argentina | 1976-1979 |
| Unión de Santa Fe           | Argentina | 1979-1988 |